# Șieuț
Șieuț è un comune della Romania di 2779 abitanti, ubicato nel distretto di Bistrița-Năsăud, nella regione storica della Transilvania.
Il comune è formato dall'unione di 4 villaggi: Lunca, Ruștior, Sebiș, Șieuț.